# Dieter Uhl
Dieter Uhl (* 1968 in Kriegsfeld) ist ein deutscher Paläobotaniker und Sektionsleiter für Paläoklima- und Paläoumweltforschung am Senckenberg Forschungsinstitut und Naturmuseum Frankfurt. Sein offizielles botanisches Autorenkürzel lautet „D.Uhl“.

## Leben
Uhl studierte von 1990 bis 1994 (Diplom 1994) Biologie an der Universität Kaiserslautern. Von 1996 bis 1999 absolvierte er ein Promotionsstudium der Geologie an der Universität Tübingen, wo er 1999 mit einer Arbeit zu „Leaf venation density as a climate and environmental proxy“ promoviert wurde. Von 2000 bis 2002 arbeitete er als Postdoktorand an der Forschungsstelle für Paläobotanik an der Uni Münster und von 2002 bis 2004 wieder an der Uni Tübingen. In den Jahren 2005 und 2006 war er als Feodor Lynen Stipendiat der Alexander von Humboldt-Stiftung an der Universität Utrecht in den Niederlanden tätig. Im Jahr 2005 habilitierte er sich an der Uni Tübingen für das Fach Paläontologie. Seit 2007 ist er als Wissenschaftler am Senckenberg Forschungsinstitut und Naturmuseum in Frankfurt tätig, wo er seit 2010 die Sektion Paläoklima- und Paläoumweltforschung leitet. 2010 verlieh ihm die Uni Tübingen den Titel außerplanmäßiger Professor. Uhl ist seit 2013 auch Leiter der Abt. für Paläontologie und Historische Geologie am  Senckenberg Forschungsinstitut und Naturmuseum in Frankfurt.
Am Senckenberg Forschungsinstitut und Naturmuseum in Frankfurt ist Uhl verantwortlich für die Betreuung des GeoArchiv Marburg, der ehemaligen Sammlung des Geologisch-Paläontologischen Institut der Uni Marburg. Er ist Erstbeschreiber verschiedener fossiler Pflanzenarten.

## Forschungsschwerpunkte
Seine Forschungsschwerpunkte liegen auf der Evolution terrestrischer Ökosysteme in Abhängigkeit von abiotischen Faktoren während der letzten 300 Millionen Jahre, der Rekonstruktion von Paläoklima- und Paläoumweltbedingungen mit Hilfe fossiler Pflanzen, sowie auf der Taphonomie pflanzlicher Makrofossilien. Stratigraphisch liegen seine Schwerpunkte auf dem Jungpaläozoikum, der Kreide, sowie auf dem Paläogen. Seit mehreren Jahren beschäftigt sich Uhl im Rahmen verschiedener internationaler Kooperationen mit Vegetationsbränden in der Erdgeschichte.

## Schriften (Auswahl)
- A. Jasper, D. Agnihotri, R. Tewari, R. Spiekermann, E. F. Pires, Á. A. S. da Rosa, D. Uhl: Fires in the mire: repeated fire events in Early Permian ‘peat forming’ vegetation of India. In: Geological Journal. Band 52, 2017, S. 955–569.
- D. Uhl, L. Kunzmann, C. Hertler, R.-D. Kahlke, J.-A. Keiler, P. Königshof, A. Kullmer, S. Schaal, K. Smith, M. M. Sólorzano Kraemer, M. Stebich, O. Tietz, M. Wilmsen: Chapter 21: Palaeontological collections of the Senckenberg Gesellschaft für Naturforschung. In: L. A. Beck, U. Joger (Hrsg.): Paleontological Collections of Germany, Austria and Switzerland. Springer 2018, S. 209–240.
- D. Uhl, M. Poschmann: Groenlandia pescheri sp. nov. (Potamogetonaceae) from the Late Oligocene Fossil-Lagerstätte Enspel (Westerwald, Germany). In: Acta Palaeobotanica. Band 58, 2018, S. 61–72.
- S. Wedmann, D. Uhl, T. Lehmann, R. Garrouste, A. Nel, B. Gomez, K. T. K. Smith, S. F. K. Schaal: The Konservat-Lagerstätte Menat (Paleocene; France) – an overview and new insights. In: Geologica Acta. Band 16, 2018, S. 189–213.